# 플러시보

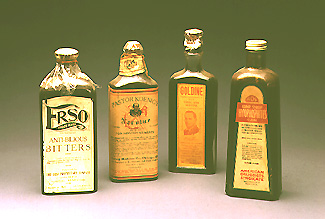
담즙병 예방제와 다른 초기 위약들

위약(僞藥) 또는 플라시보(영어: placebo)는 치료에 전혀 도움이 되지 않는 가짜 약제를 심리적 효과를 얻기 위하여 환자가 의학이나 치료법으로 받아들임으로써 실제로 치료 효과가 나타나는 현상을 말한다. 영어로는 플러시보(placebo, 라틴어로 '마음에 들다'라는 뜻을 가지고 있다.)라고 한다. 위약과 관련하여 잘 알려진 현상으로 심리 현상 중 하나인 위약 효과(placebo effect)가 있다. 이를 플라시보 효과 또는 플러시보 이펙트라고 그대로 읽기도 한다. 의사가 환자에게 가짜 약을 투여하면서 진짜 약이라고 하면 환자의 좋아질 것이라고 생각하는 믿음 때문에 병이 낫는 현상을 말한다. 이것은 제2차 세계 대전 중 약이 부족할 때 많이 쓰였던 방법이다.

## 역사
초기 플라시보 통제의 구현은 악령 쫓기의 신빙성을 없애기 위한 가톨릭교회의 노력과 더불어 16세기 유럽으로 거슬러 올라간다. 
최초로 플라시보가 과학적으로 증명된 사례는 프란츠 안톤 메스머의 동물 자력 이론을 검증하는 과정에서 나왔다. 메스머는 질병은 체내의 유체 흐름에 이상이 있어서 생기는 것이고, 숙달된 사람은 이를 이용하여 병을 치료할 수 있다고 주장해 파리에서 인기를 끌었다. 벤저민 프랭클린과 앙투안 라부아지에를 포함한 위원회는 그의 주장을 검증하기 위해 환자들을 대상으로 실험했다.  
메스머의 제자들이 환자들한테서 숨은 상태에서는 아무리 노력해도 어떤 영향도 줄 수 없었다. 마찬가지로 메스머가 자력을 주었다는 물을 환자가 그 사실을 모른 채 마셔도 아무 효과가 없었고, 평범한 물을 자력이 있는 줄 알고 마시자 즉각 반응하기 시작했다. 해당 환자는 자력이 있다는 물을 평범한 물인줄 알고 마시자 다시 정상 상태로 돌아왔다.  
위원회는 메스머의 이론이 근거가 없다는 내용의 보고서에 환자들이 겪은 경련, 딸꾹질, 울음 등의 반응은 상상에 의한 것에 불과하다고 적었다. 플라시보라는 용어를 사용하지 않았지만, 오늘날 이 실험은 최초로 플라시보 효과를 증명한 것으로 여겨진다.

## 원리
플라시보 효과의 정확한 원인은 아직 밝혀지지 않았다. 플라시보 효과를 단순히 기분의 문제라고 주장하는 과학자들이 있는가 하면 실제 효과가 있다고 주장하는 과학자들도 있다. 이와 같은 논란의 원인은 플라시보 효과에 대하여 의견만 있을뿐 실제효과를 확인하는 연구가 시행되지 않은데 있다.
플라시보의 원인은 신경과학과 연관이 있다. 구체적인 원리로는 도파민같은 신경전달물질의 증가, 감정과 관련있는 뇌 부위의 활성화, 감정적 반응, 자각등이 있을 것으로 추정된다. 
병원, 의료진, 치료제 같은 치료 과정 그 자체의 절차와 환경도 심리에 영향을 줄 수도 있다. 한 연구에서는 세 집단의 환자들 중 두 집단에게는 각각 진짜 약, 플라시보라고 적힌 약을 주고, 마지막 집단에게는 아무것도 주지 않았을 때 플라시보를 인지한 환자 집단은 진짜 약을 먹은 환자 집단의 절반만큼 효과가 있었다. 약이 없다는 것을 알아도 치료 과정은 보살핌을 받는다는 뜻이니 치료가 될거라고 믿게 되는 것이다.
플라시보 효과를 증명하기 위해 뇌과학이 동원된 것은 2007년부터다. 당시 미시간대학 교수였던(현재 유타대 교수) 정신의학자 존 카 주비에타(Jon-Kar Zubieta) 박사는 진통제 대신 가짜 약을 투입하면 뇌 속에서 화학적 변화가 일어난다는 연구 결과를 발표했다.  
2016년 발표된 한 연구 결과에서는 플라시보 효과가 이 효과를 믿는 사람들에게 집중적으로 일어나고 있다는 연구 결과가 발표됐다. 그렇지 않은 경우는 효과가 떨어진다는 것을 의미한다.

## 윤리
위약 효과를 이용한 위약의 투여는 의료 행위에 있어서 필수 윤리 조건인 의사와 환자간의 신뢰를 깨뜨릴 수 있다는 이유로 의학계에서 강력히 반대되고 있다. 실제로 진짜 의약품이 아닌 위약을 투여한 사실을 환자가 알아차렸을 경우, 일부에게서 위약 효과와 반대되는 노시보(Nocebo) 효과가 발생할 수 있으며, 이는 환자의 건강상태를 악화시키는 요인으로 작용하기도 한다. 이러한 위험성 때문에, 현재 위약의 사용은 실제 치료에서는 거의 행해지지 않고 있다.

## 위약대조
임상에서 이중맹검과 함께 사용되는 대조군 평가방법중 하나이다. 현재 미국이나 대한민국등은 시약 허가 전단계에서 위약보다 유의미한 효과를 조건으로하는 이중맹검이 사용된다. 이중맹검에서는 실험자와 피실험자 모두 누가 진짜 약을 받았는지 모른다.

## 같이 보기
- 노시보
- 믿음
- 과학적 방법론
- 대조구
- 의사표시
- 낙천주의
- 부작용